# 1916 (album)
| Recensione             | Giudizio |
| ---------------------- | -------- |
| AllMusic               |          |
| Encyclopaedia Metallum | 92/100   |

1916 è il nono album dei Motörhead, pubblicato nel 1991 per la WTG.
È stato il primo album registrato per la WTG, la loro nuova etichetta, dopo che la battaglia legale con la GWR fu risolta.

## Descrizione
La traccia che dà il nome all'album è un invito alla riflessione sui massacri della prima guerra mondiale, ed è un'insolita (per lo stile del gruppo) ballata lenta e melodica in cui la voce di Lemmy è accompagnata da percussioni e da una tastiera elettronica.
L'album include anche la poderosa, ma assai breve R.A.M.O.N.E.S., un omaggio all'omonima punk band, la struggente Love Me Forever, una ballata che è stata in seguito rieseguita da Doro Pesch e altre canzoni diventate ormai classici del gruppo come il singolo The One to Sing the Blues ma anche la vivace No Voices In The Sky, e Going To Brazil.
L'album è considerato uno dei migliori del gruppo, raggiunse infatti la posizione 24 nelle classifiche britanniche e fu anche nominato per il Grammy Award Best Metal Performance.

## Tracce
Testi e musiche di Lemmy Kilmister, Michael Burston, Phil Campbell e Phil Taylor eccetto Angel City e 1916 composte da Lemmy Kilmister..
1. The One to Sing the Blues – 3:07
2. I'm So Bad (Baby I Don't Care) – 3:13
3. No Voices in the Sky – 4:12
4. Going to Brazil – 2:30
5. Nightmare/The Dreamtime – 4:40
6. Love Me Forever – 5:27
7. Angel City – 3:57
8. Make My Day – 4:24
9. R.A.M.O.N.E.S. – 1:26
10. Shut You Down – 2:41
11. 1916 – 3:44

## Formazione
- Lemmy Kilmister - basso, voce
- Phil "Wizzö" Campbell - chitarra
- Würzel - chitarra
- Philthy Animal Taylor - batteria